# Душевка
Душевка, или Щебрушка, или Ацинос (лат. Acinos) — род травянистых растений семейства Губоцветные, или Яснотковые (Lamiaceae). По современной классификации является монотипным, включает единственный вид Душевка альпийская (Acinos alpinus).

## Ботаническое описание
Представители рода — невысокие травянистые однолетники, реже многолетники.

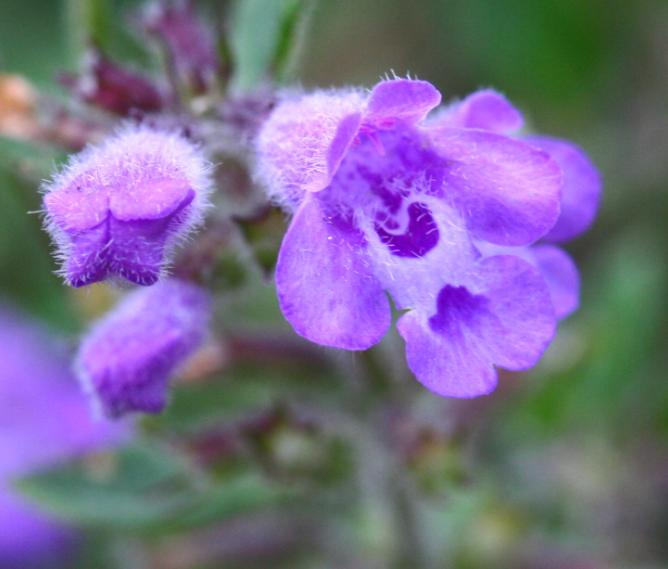
Acinos alpinus, цветок крупным планом

Цветки — в ложных мутовках, расположенных в пазухах листьев. Чашечка изогнутая, у основания вздутая, у зева суженная, с 13 жилками, двугубая, в зеве волосистая. Верхняя губа короткая, широкая, трёхзубчатая. Нижняя губа — с длинными реснитчатыми лопастями. Венчик 5-членный, спайнолепестный, лиловый. Трубка венчика прямая. Фертильных тычинок четыре. Пыльники интрорзные. Гинецей состоит из двух плодолистиков, у которых по мере созревания образуются ложные перегородки, в результате чего гинецей становится четырёхчленным; завязь верхняя. Плод — ценобий: дробный плод, состоящий из четырёх орешковидных частей (эремов).

## Распространение и экология
Ареал рода охватывает Центральную и Южную Европу, Средиземноморье и Переднюю Азию.

## Культивирование
Растения этого рода достаточно морозоустойчивы, предпочитают бедную, хорошо дренированную почву, яркое солнце. Не переносят сырости. Размножение — весной семенами и черенками.

## Классификация
Различные авторы указывают различный объём видов — от 1 до 10 видов. Европейскими систематиками в настоящее время обычно не признаётся, а включается в состав рода Clinopodium (Пахучка) полностью или за исключением вида Acinos alpinus (Душевка альпийская). В издании «Флора европейской части СССР» (1978) говорится о 5—7 видах. 
В статье Д. Г. Мельникова (2016) роды Acinos и Clinopodium включены в состав рода Ziziphora (Зизифора).
Типовой вид рода — Acinos thymoides Moench в настоящее время является синонимом вида Clinopodium acinos Kuntze — Пахучка полевая.
По современной классификации род считается монотипным с единственным подтвержденным видом Душевка альпийская и 9 видами в статусе ожидающих уточнения таксономического положения.

### Таксономия
Acinos Mill., 1754, Gard. Dict. Abr. ed. 4 : s.p.
Род Душевка относится к семейству Яснотковые (Lamiaceae) порядка Ясноткоцветные (Lamiales). Таксономическая схема в соответствии с Системой APG IV по состоянию на декабрь 2023 года:
|  |                                      |  |                                   |                                   |                      |  | ещё 23 семейства | ещё 23 семейства |                        |  |  |  | еще 9 видов в статусе ожидающих подтверждения |
|  |                                      |  |                                   |                                   |                      |  | ещё 23 семейства | ещё 23 семейства |                        |  |  |  | еще 9 видов в статусе ожидающих подтверждения |
|  |                                      |  |                                   | порядок Ясноткоцветные            |                      |  |                  |                  | род Душевка            |  |  |  |                                               |
|  |                                      |  |                                   | порядок Ясноткоцветные            |                      |  |                  |                  | род Душевка            |  |  |  |                                               |
|  | отдел Цветковые, или Покрытосеменные |  |                                   |                                   | семейство Яснотковые |  |                  |                  | вид Душевка альпийская |  |  |  |                                               |
|  | отдел Цветковые, или Покрытосеменные |  |                                   |                                   | семейство Яснотковые |  |                  |                  |                        |  |  |  |                                               |
|  |                                      |  | ещё 63 порядка цветковых растений | ещё 63 порядка цветковых растений |                      |  |                  | ещё 268 родов    | ещё 268 родов          |  |  |  |                                               |
|  |                                      |  |                                   | ещё 63 порядка цветковых растений |                      |  |                  |                  | ещё 268 родов          |  |  |  |                                               |